# TextLib
A TextLib az InfoKer Szövetkezet által készített integrált könyvtári rendszer, amely a könyvtári munkafolyamatok elektronikus támogatását szolgálja. Adatbázismodelljének koncepciója egyesíti a relációs és a hálós elvet. MS-DOS, 
Windows és Linux operációs rendszer alatt futtatható. Input eszközök a vonalkódolvasó és az egér. Szerver / kliens felépítésűé. Hálózati operációs rendszer nélkül(!) is egyszerre több felhasználó és munkafolyamat kiszolgálására alkalmas. Minimális rendszerkövetelménye: MS-DOS i386-os processzor és 1 megabájt RAM.